# Număr magic (fizică)
În fizica nucleară, un număr magic este un număr de nucleoni (fie protoni, fie neutroni, separat) astfel încât aceștia sunt aranjați în straturi complete în nucleul atomic. Drept urmare, nucleele atomice cu un număr „magic” de protoni sau neutroni sunt mult mai stabile decât alte nuclee. Cele șapte numere magice cele mai recunoscute în 2019 sunt 2, 8, 20, 28, 50, 82 și 126. Pentru protoni, acest lucru corespunde elementelor heliu, oxigen, calciu, nichel, staniu, plumb și ipoteticul unbihexiu (126Ubh), deși până acum 126 este cunoscut ca fiind un număr magic doar pentru neutroni. Nucleele atomice care sunt formate dintr-un astfel de număr magic de nucleoni au o energie medie de legare mai mare pe nucleon decât s-ar putea aștepta pe baza predicțiilor, cum ar fi formula Bethe–Weizsäcker de masă semi-empirică și, prin urmare, sunt mai stabile împotriva degradării nucleare.